# Marcus H. Rosenmüller
Marcus H. Rosenmüller (Tegernsee, 21 luglio 1973) è un regista e sceneggiatore tedesco.

## Filmografia parziale

### Regista e sceneggiatore
- Wer früher stirbt, ist länger tot (2006)
- Die Perlmutterfarbe (2009)
- Hubert von Goisern - Brenna tuat's schon lang (2015)
- The Keeper - La leggenda di un portiere (Trautmann) (2018)

### Solo regista
- Schwere Jungs (2006)
- Beste Zeit (2007)
- Beste Gegend (2008)
- Räuber Kneißl (2008)
- Sommer in Orange (2011)
- Sommer der Gaukler (2011)
- Pension Freiheit (2012)
- Wer's glaubt, wird selig (2012)
- Beste Chance (2014)
- Double Trouble e lo specchio magico (Unheimlich perfekte Freunde) (2019)
- Rotzbub (2021)
- Beckenrand Sheriff (2021)

### Solo sceneggiatore
- Der Boandlkramer und die ewige Liebe (2021)